# Handan Sultan
Handan Sultan (pełne imię: Devletlu İsmetlu Haseki Handan Valide Sultan Aliyyetü'ş-Şân Hazretleri) (ur. 1574, zm. 1605) – grecka niewolnica, konkubina sułtana Mehmeda III, matka Ahmeda I, w latach 1603–1605 pełniła funkcję Valide Sultan.

## Życiorys

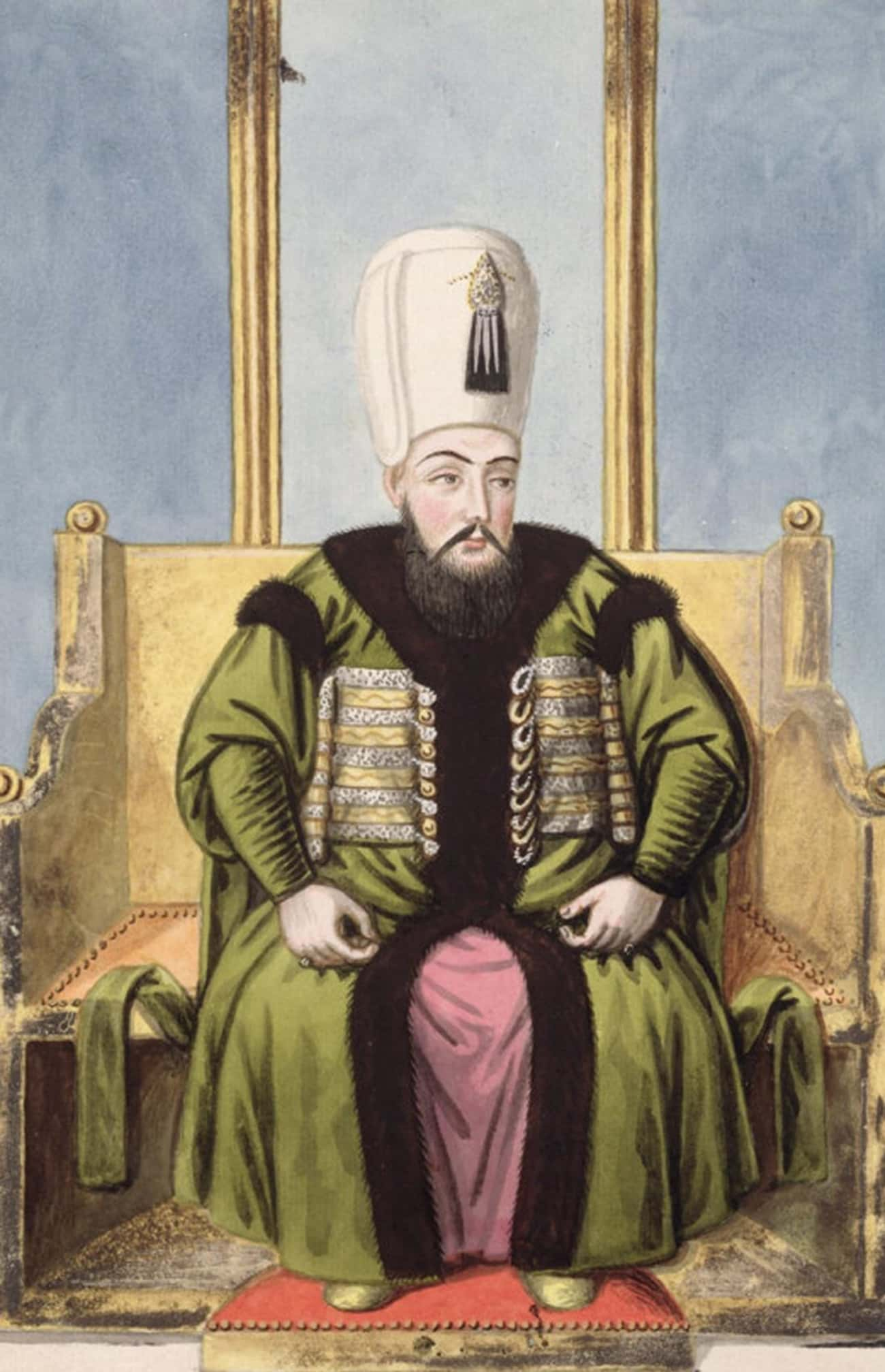
Syn Handan, Ahmed I

Handan najprawdopodobniej pochodziła z Grecji i miała na imię Helena. Druga wersja na temat jej pochodzenia mówi o tym że pochodziła z Bośni i Hercegowiny, urodziła się tam jako Hatice. W młodym wieku trafiła do haremu sułtana (ówczesnego księcia) Mehmeda, kiedy ten sprawował rządy w Manisie. Urodziła mu dwoje dzieci: Ahmeda i sułtankę Hatice/Esrę. Nigdy nie była Haseki Sultan dla Mehmeda, nie miała wpływu na politykę i Harem. Gdy jej syn Ahmed w 1603 objął tron stała się jego Valide, i pomimo iż pełniła tak ważną funkcję jej pensja wynosiła zaledwie 1000 akcze dziennie, podczas gdy pensja Safiye Sultan (babka Ahmeda) wynosiła 3000 akcze. Istnieje hipoteza, że Handan namówiła Ahmeda do zniesienia prawa Mehmeda II Zdobywcy. Jej śmierć nastąpiła 12 listopada 1605 roku. Handan zmarła w młodym wieku 31 lat. Została pochowana w świątyni Hagia Sophia. Przedwczesna śmierć sułtanki Handan oraz wygnanie Safiye do Starego Pałacu przyczyniły się do zdobycia ogromnych wpływów przez Kösem.

## W kulturze i sztuce
W popularnym serialu tureckim Wspaniałe stulecie: Sułtanka Kösem w rolę sułtanki Handan wcieliła się turecka aktorka Tülin Özen.